# Ianalumab
Lo ianalumab (VAY736 secondo la Denominazione comune internazionale) è un anticorpo monoclonale che ha per target il recettore del fattore attivante i linfociti B (BAFF). Questo anticorpo è stato oggetto di numerosi studi clinici inerenti al trattamento di alcune patologie (epatite autoimmune, sclerosi multipla, pemfigo volgare, artrite reumatoide, sindrome di Sjögren, porpora trombocitopenica autoimmune, lupus eritematoso sistemico).
Lo ianalumab è prodotto dalla Novartis; nel 2021, l'anticorpo era impiegato in studi clinici giunti alle fasi II e III. Nel giugno 2023, lo ianalumab era oggetto di studio in un totale di 22 sperimentazioni cliniche, delle quali 3 erano state completate, 14 erano in corso, una risultava pianificata ma non ancora iniziata e le restanti 4 erano state interrotte.